# Euphylidorea lutea
Euphylidorea lutea là một loài ruồi trong họ Limoniidae. Chúng phân bố ở miền Tân bắc.